# A Day in the Life
«A Day in the Life» és l'última cançó de l'àlbum de The Beatles Sgt. Pepper's Lonely Hearts Club Band. Acreditada a Lennon–McCartney, la cançó comprèn diferents seccions compostes independentment per John Lennon i Paul McCartney, amb addicions orquestrals. Les lletres de Lennon eren inspirades per articles contemporanis de diaris, mentre que les de McCartney ho estaven per la seva joventut. La decisió d'enllaçar les seccions amb glissandos d'orquestra i d'acabar la cançó mantenint un acord de piano no es van fer fins que la resta de la cançó estava enregistrada.
Des de la seva publicació original, ha aparegut com a cara B d'un senzill i a nombrosos àlbums compilació. La revista Rolling Stone la va enumerar la 28a millor cançó de tots els temps i com la millor cançó dels Beatles.